# Bloomfield Hills

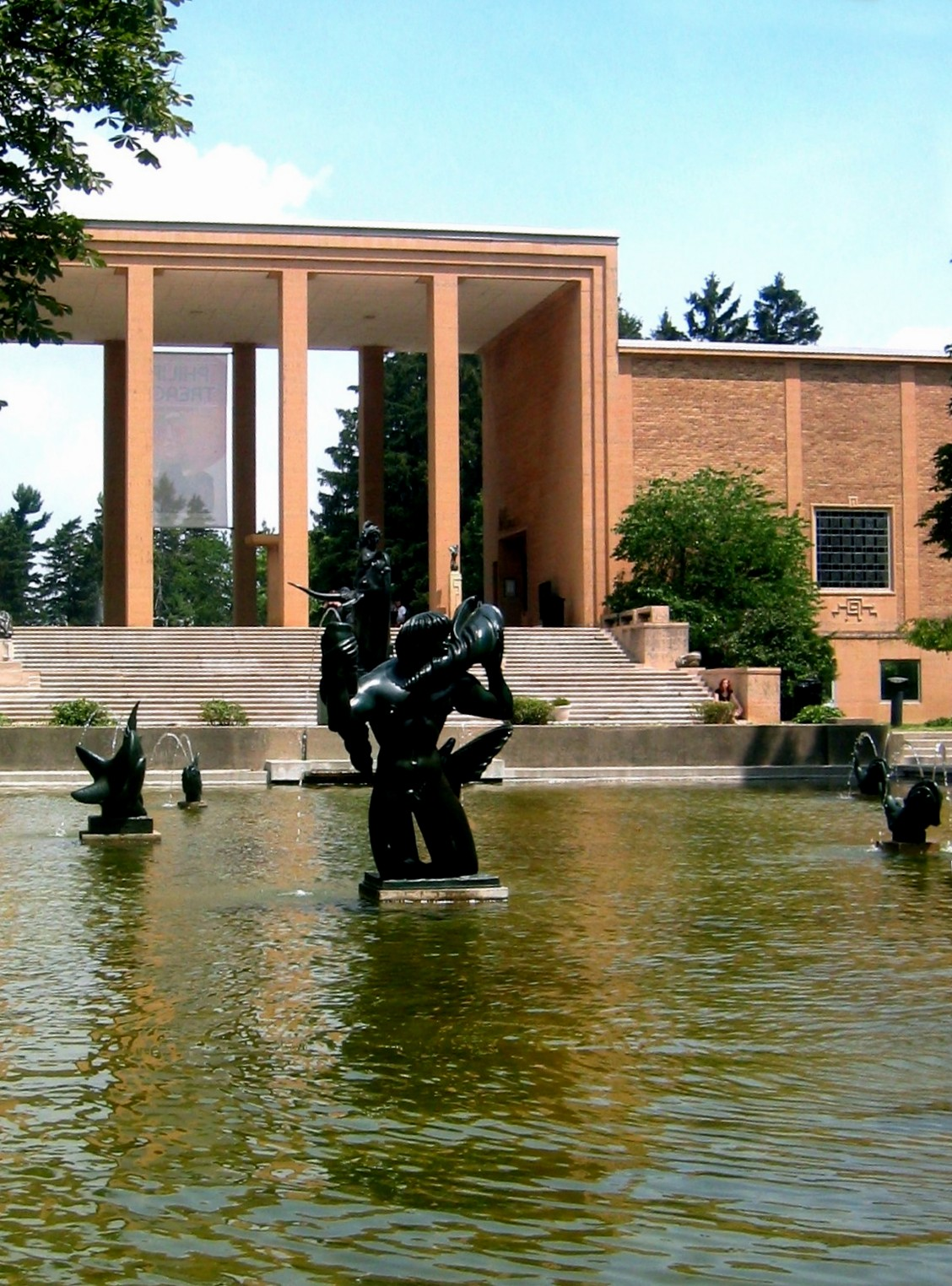
Cranbrook Art Museum i Bloomfield Hills, med skulpturer av Carl Milles. Foto från 2006.

Bloomfield Hills är en stad (city) i Oakland County, Michigan, USA, cirka 33 km nordväst om centrala Detroit och en del av Detroits storstadsområde. Staden har 3 869 invånare (2010). Bloomfield Hills räknas återkommande som en av de fem rikaste städerna i USA, inom kategorin städer med invånarantal mellan 2500 och 9999.
Den svenske skulptören Carl Milles blev verksam som professor vid Cranbrook Academy of Art i Bloomfield Hills 1931. Den finländske arkitekten Eliel Saarinen var verksam som docent vid Cranbrook och avled i Bloomfield Hills 1950.